# Methantheline
Methantheline là một thuốc kháng muscarinic. 